# Dryadodaphne crassa
Dryadodaphne crassa är en tvåhjärtbladig växtart som beskrevs av Richard Schodde och W.R. Philipson. Dryadodaphne crassa ingår i släktet Dryadodaphne och familjen Atherospermataceae. Inga underarter finns listade i Catalogue of Life.